# Axixá
Axixá est une municipalité brésilienne située dans l'État du Maranhão.